# تمثال الرأس الأخضر
تمثال الرأس الأخضر هو رأس تمثال من مصر القديمة مصنوع من حجارة الجرينشيست وموجود في متحف برلين المصري ، ليس بعيدًا عن تمثال نفرتيتي. تم اعتباره من عمل نحات مصري قديم ذو مهارات عالية (وإن لم يكن معروفًا) ، فضلاً عن أنه أحد أشهر الأعمال الفنية وأكثرها شهرة في  الفن من  الفترة المتأخرة من مصر القديمة. 

## الوصف
يتسم وجه التمثال بالهدوء والعاطفة ، وبشكل غير معتاد بالنسبة للأعمال الفنية المعاصرة ، فهو أيضًا متماثل تمامًا ، وهو وجه رجل ذكي المظهر في منتصف العمر مع العديد من التجاعيد والخطوط المصممة جيدًا. إن جمجمة التمثال ذات الشكل البيضاوي الحلقية واقعية للغاية لدرجة أنه كان يُعتقد ذات مرة أن النحات لم يكن ليصنعها بدون معرفة بعلم التشريح في الحضارة اليونانية القديمة، وهو ادعاء تم دحضه لاحقًا بالمقارنة بالأعمال الفنية المصرية المماثلة. في الجزء الخلفي من الرأس ، لا يزال الجزء العلوي من العمود الخلفي التقليدي مرئيًا. 
القطعة الأثرية بأكملها غير منقوشة ، وبالتالي فإن اسم المالك وألقابه غير معروفين. للسبب نفسه ، لا يمكن تأريخ التمثال إلا على أسس أسلوبية.